# 대한민국 새천년준비위원회
새천년준비위원회(새千年準備委員會, Presidential Commission for the New Millennium)는 1999년 3월 27일에 제정된 《새천년준비위원회규정》에 따라 1999년 4월 12일에 한시적으로 설립되어 2001년 1월 31일에 폐지된 대한민국의 대통령 직속 자문기관이다.

## 목적과 주요 업무
새천년준비위원회는 인류의 문명사적 대전환기가 될 새로운 천년을 의미있게 준비하고 이를 계기로 국가의 비전을 제시하는 사업의 추진 및 지원에 관한 대통령의 자문에 응하기 위하여 설치되었으며 서울특별시 종로구 통의동 35-34번지에 사무실을 두었다. 새천년준비위원회는 다음과 같은 내용을 심의·조정했다.
- 새천년맞이 사업 추진의 기본 이념 정립에 관한 사항
- 새천년의 국가 비전 설정에 관한 사항
- 새천년맞이 사업 추진 기본 계획의 수립에 관한 사항
- 새천년맞이 사업의 심의·조정에 관한 사항
- 그 외의 새천년맞이 사업에 관하여 위원장이 부의하는 사항

## 비전과 캐치프라이즈
새천년준비위원회는 평화·환경 보존·인간·지식 창조·역사를 주제로 하는 새천년 사업의 비전과 목표를 설정했다. 새천년준비위원회는 "새 천년의 꿈, 두 손으로 잡으면 현실이 됩니다."를 캐치프라이즈로 내걸었다.

## 연혁
- 1999년 3월 27일 - 《새천년준비위원회규정》에 따라 새천년준비위원회 설립 근거 마련[3]
- 1999년 4월 12일 - 새천년준비워원회 출범
- 1999년 11월 12일 ~ 1999년 12월 2일 - 국정홍보처와 함께 새천년 맞이 표어 현상 공모 개최[4]
- 1999년 12월 1일 - 국사편찬위원회의 의뢰를 통해 역사 인물 100인 선정[5]
- 1999년 12월 17일 - 새천년 맞이 표어 현상 공모 당선작 21편 선정[4][6]
- 1999년 12월 31일 ~ 2000년 1월 1일 - 서울특별시 광화문 세종로(현재의 세종대로)에서 진행된 새천년맞이 국민대축제 행사 주관
- 2000년 1월 3일 - 한국은행이 새천년준비위원회의 요청에 따라 새천년 기념주화(액면 2,000원)를 발행함[7][8]
- 2001년 1월 31일 - 새천년준비워원회 폐지
- 2001년 3월 27일 - 《새천년준비위원회규정》 폐지[9]

## 역사 인물 100인
새천년준비위원회는 1999년 12월 1일에 국사편찬위원회의 의뢰를 통해 역사 인물 100인을 선정했다.
- 고조선·삼국 시대·남북국 시대(22명): 단군, 동명성왕(고주몽), 혁거세 거서간(박혁거세), 온조왕(온조), 수로왕(김수로), 을파소, 근초고왕, 광개토대왕, 진흥왕, 선덕여왕, 을지문덕, 계백, 김유신, 태종무열왕(무열왕), 문무왕, 원효, 의상, 설총, 김대성, 최치원, 발해 고왕(대조영), 장보고
- 고려 시대(14명): 고려 태조(왕건), 서희, 윤관, 강감찬, 최충, 의천, 김부식, 지눌, 일연, 안향, 최영, 문익점, 공민왕, 정몽주
- 조선 시대(28명): 정도전, 태조(이성계), 태종(이방원), 박연, 김종서, 장영실, 세종(세종대왕), 조광조, 서경덕, 황진이, 이황, 신사임당, 휴정(서산대사), 사명대사, 정철, 이이, 이순신, 허준, 곽재우, 송시열, 허균, 윤휴, 정선, 정조, 김홍도, 정약용, 김정희, 김정호
- 개화기·항일기(일제강점기)·대한민국(36명): 흥선대원군(이하응), 김대건, 최제우, 이제마, 유인석, 이상재, 김옥균, 명성황후, 전봉준, 지석영, 박은식, 손병희, 나철, 서재필, 홍범도, 이승만, 김구, 주시경, 안창호, 안중근, 한용운, 신채호, 김병로, 김좌진, 최남선, 김성수, 이광수, 유일한, 우장춘, 김소월(김정식), 나운규, 안익태, 이중섭, 박정희, 이병철

## 조직 구성과 위원

### 조직
새천년준비위원회는 위원장이 필요하다고 인정되거나 재적 위원 1/3 이상의 소집 요구가 있는 경우에 회의를 소집하도록 규정했다. 새천년준비위원회의 회의는 재적 위원의 과반수가 출석한 상태에서 열도록 하고 출석 위원 과반수의 찬성으로 의결하도록 규정했다.
새천년준비위원회는 위원회로부터 위임받은 업무를 처리하기 위해 상임위원회를 두었으며 위원회에서 심의된 사항을 처리하고 위원회 활동의 범정부적인 지원을 협의하기 위하여 위원장(국무조정실장), 간사위원(정책기획수석), 위원(관계부처차관)이 참여하는 관계부처협의회를 두었다. 그 외에 위원회 및 협의회의 활동을 지원하고 그 외의 행정 사무를 처리하기 위하여 추진기획단을 두었고 위원회에서 상정된 안건을 사전에 심의·조정하기 위하여 운영소위원회를 두었다.

### 위원
새천년준비위원회는 대통령이 위촉하는 위원장을 포함한 20인 이내의 위원으로 구성되었다. 다음 명단은 2000년 3월 2일 당시에 활동하고 있던 새천년준비위원회 위원 명단이다.
- 위원장: 이어령 (이화여자대학교 석좌 교수)
- 상임위원장: 신현웅 (새천년준비위원회 상임위원장)
- 간사: 김순규 (문화관광부 차관)
- 위원
  - 이관 (행정자치부 밀레니엄위원회 위원장)
  - 최정호 (문화관광부 문화비전2000위원회 위원장)
  - 김상하 (대한상공회의소 회장)
  - 박경리 (소설가, 연세대학교 석좌 교수)
  - 백남준 (비디오 작가)
  - 김재철 (대한무역협회 회장)
  - 김규 (서강대학교 커뮤니케이션센타 소장)
  - 이우환 (서양화가, 판화가)
  - 표재순 (연출가, 세종문화회관 이사장)
  - 신일희 (계명대학교 총장)
  - 박원훈 (한국과학기술연구원 원장)
  - 장상 (이화여자대학교 총장)
  - 오태석 (극작가, 연극 연출가)
  - 손숙 (연극 배우, 방송인)
  - 이경숙 (숙명여자대학교 총장)
  - 정명훈 (아시아필하모닉 상임지휘자)
  - 이연숙 (환경 디자이너, 연세대학교 교수)

## 같이 보기
- 새천년맞이 국민대축제
- 천년의 문